# 藤原敦忠
藤原 敦忠（ふじわら の あつただ）は、平安時代前期から中期にかけての公卿・歌人。藤原北家、左大臣・藤原時平の三男。官位は従三位・権中納言。三十六歌仙の一人。小倉百人一首では権中納言敦忠。

## 経歴
醍醐朝後期の延喜21年（921年）従五位下に叙爵し、延喜23年（923年）侍従に任ぜられる。醍醐朝末の延長6年（928年）従五位上・左兵衛佐に叙任されると、右衛門佐・左近衛権少将と武官を経て、承平4年（934年）従四位下・左近衛権中将兼蔵人頭に任ぜられる。天慶2年（939年）従四位上・参議に叙任され公卿に列す。
天慶5年（942年）には先任の参議4名（源高明・源清平・藤原忠文・伴保平）を越えて、一挙に従三位・権中納言に叙任されるが、翌天慶6年（943年）3月7日薨去。享年38。

## 人物
美貌であり、和歌や管絃にも秀でていた。
『後撰和歌集』（10首）以下の勅撰和歌集に30首入集。家集に『敦忠集』がある。
『後撰和歌集』や『大和物語』等に、雅子内親王（醍醐天皇皇女、伊勢斎宮）他多くの女流歌人との贈答歌が残されている。『後撰和歌集』『拾遺和歌集』『朝忠集』には伊勢、藤原清正、藤原朝忠、藤原伊尹等様々な人物との交流が見られる。
- 小倉百人一首
  - 43番 あひみての のちの心に くらぶれば 昔はものを 思はざりけり（『拾遺和歌集』）[2]

比叡山の西坂本に音羽川を引き入れた別業（別荘）を有していたという。

## 逸話
『大鏡』は敦忠に関する二つの逸話を伝えている：
- 敦忠は、和歌と音楽に卓越した人物であった。彼の死後、宮中で音楽の御遊が行われる際、源博雅が欠席すると「敦忠なき今、貴殿なくしては催しが成り立たぬ」との勅命が頻繁に下された。これを見た老臣たちは「世も末だ。敦忠在世時、博雅が『天下の重宝』と称されるとは誰が予想したか」と嘆息した。敦忠が宮廷における音楽の権威者であり、その芸術的評価が当代随一の博雅を凌駕していたことを示す。彼の死が宮廷音楽に重大な損失をもたらしたことが、老臣の嘆きから窺える。
- 敦忠の夫人は参議・藤原玄上の娘であった。かつて敦忠は近衛少将時代、皇太子・保明親王の命で同夫人（当時は皇太子妃）に「きぬぎぬの手紙」を届けた経緯がある。親王没後、敦忠は同夫人と結婚。深く愛する夫人に対し、自身の家令・文範（後の民部卿）を前に「我が一族は皆短命ゆえ、私も早逝するだろう。その際、夫人は必ず文範と再婚する」と予言した。夫人が否定すると「死後も魂で見届ける」と述べたが、実際に敦忠没後、夫人は文範と再婚した。敦忠が一族の短命史を冷静に分析し自身の早逝を予見していた事実を示す。夫人への愛情と現実を直視する姿勢が同居し、予言は結果的に的中した。

## 官歴
『公卿補任』による。
- 延喜21年（921年） 正月25日：従五位下。2月7日：昇殿
- 延喜23年（923年）正月12日：侍従
- 延長6年（928年） 正月7日：従五位上。6月29日：左兵衛佐
- 延長8年（930年） 9月22日：昇殿（践祚初）。12月17日：右衛門佐[3]
- 延長9年（931年） 3月13日：左近衛権少将
- 承平2年（932年） 正月27日：兼伊予権介。11月16日：正五位下（停中宮御給加階）
- 承平3年（933年） 正月12日：近江権介
- 承平4年（934年） 正月7日：従四位下。正月12日：蔵人頭。12月21日：左近衛権中将
- 承平6年（936年） 正月29日：兼播磨守
- 天慶2年（939年） 正月7日：従四位上。8月27日：参議、中将守如元
- 天慶4年（941年） 12月18日：兼近江権守
- 天慶5年（942年） 3月29日：権中納言、従三位（中将労）
- 天慶6年（943年） 3月7日：薨去（権中納言従三位）

## 系譜
- 父：藤原時平
- 母：在原棟梁の娘（本康親王皇女・廉子女王とも）
- 妻：北の方 - 藤原玄上の娘
- 妻：源等の娘
  - 男子：藤原助信（?-966）
- 妻：藤原明子 - 藤原仲平の娘
  - 男子：藤原佐理（?-978） - 真覚
  - 男子：藤原佐時
  - 女子：源延光室[4] - 後藤原朝光継室
- 生母不明
  - 男子：明昭（又は明照）